# Altes Forsthaus (Gimbsheim)

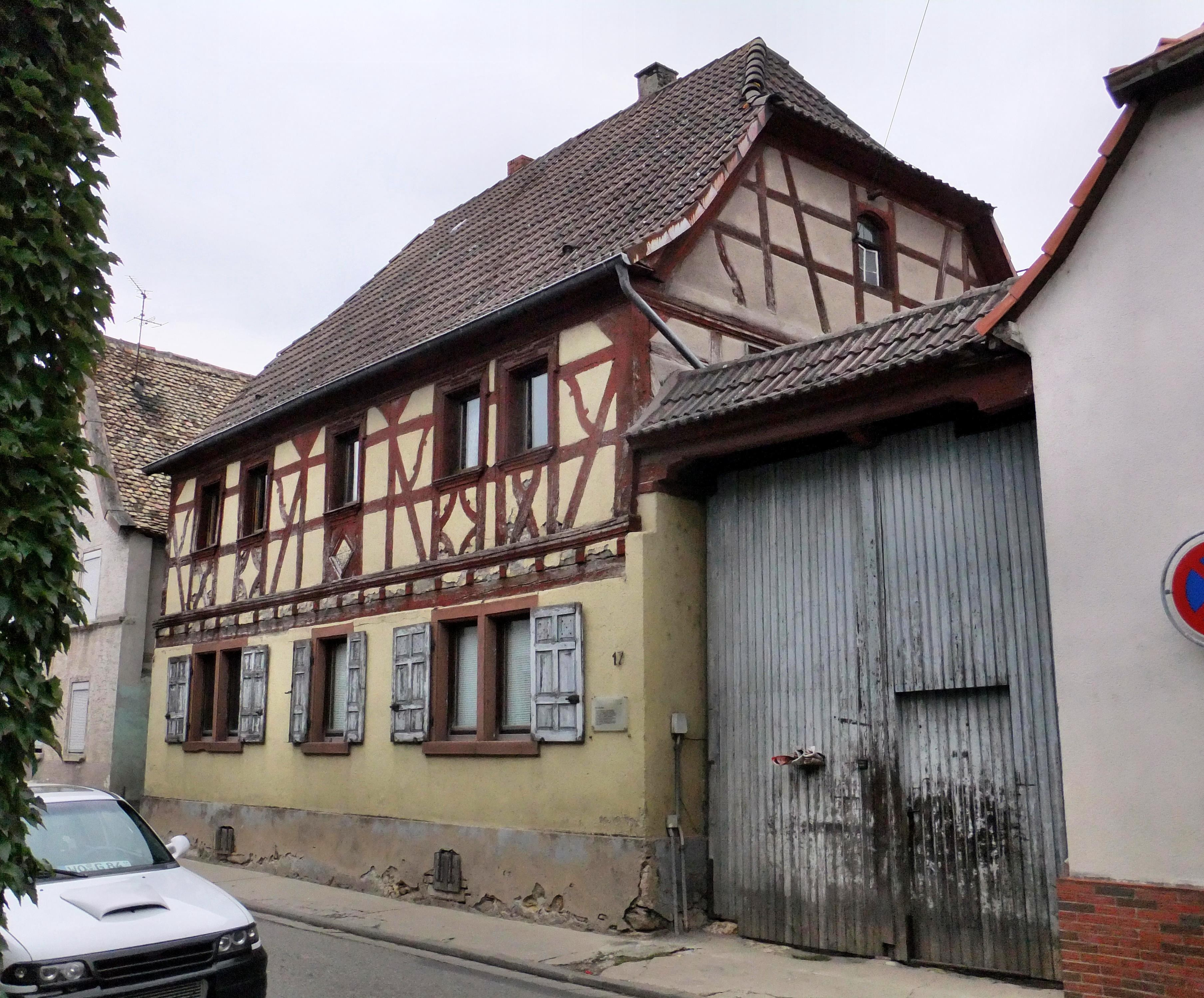
Das alte Forsthaus in Gimbsheim

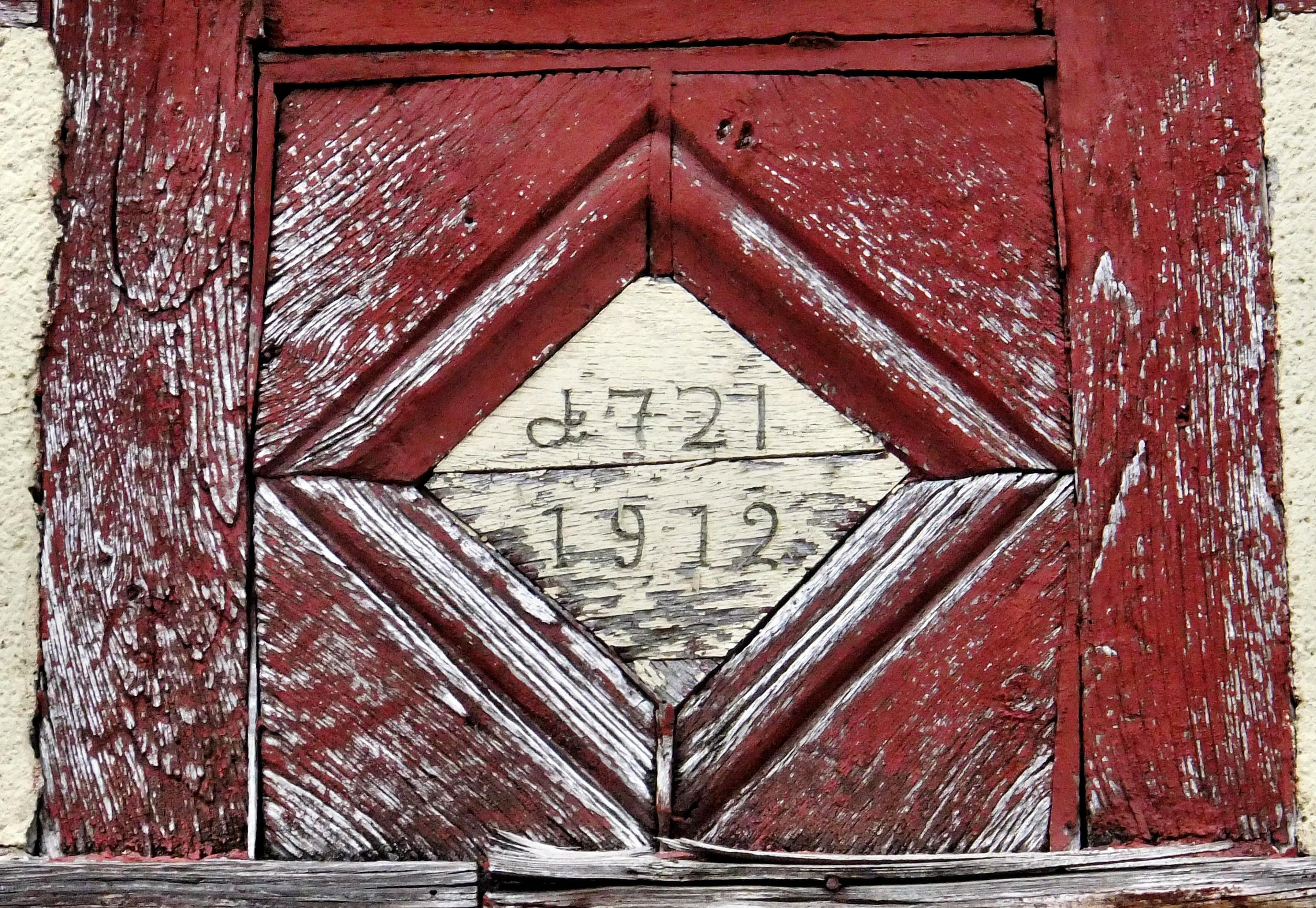
Initialen am alten Forsthaus, die Rückschlüsse auf seinen Bau und seine große Restaurierung geben: 1721 (oben) und 1912 (unten)

Das alte Forsthaus in der rheinhessischen Ortsgemeinde Gimbsheim ist eines der bedeutendsten Bauwerke des etwa 1500 Jahre alten Ortes. Es gilt heute als Kulturdenkmal.

## Geschichte
Das alte Gimbsheimer Forsthaus ist eines der ältesten Gebäude der Ortsgemeinde: Seine Geschichte beginnt 1721, als es von dem Förster Johannes Schwarz aus der Kurpfalz errichtet wurde. So diente das Anwesen in seiner ersten Zeit auch als Försterei. Als Schwarz fünf Jahre später 1726 starb, übernahm, nach Heirat mit einer ortsansässigen Frau, Johannes Rehn aus Nordheim das Anwesen. Danach fiel das Gebäude an den Freien Franziskus Walter. In der Folge werden außerdem als Besitzer des Grundstücks Johann Muth, Rudolf Weyrich, Jakob Heid und Philipp Adam Ohnacker genannt.
Knapp 50 Jahre nach seiner Erbauung wurde die Gimbsheimer Försterei schließlich 1770 aufgelöst. Nun fiel das Anwesen erstmals in private Hände. Kurz vor dem Ersten Weltkrieg wurde das alte Gimbsheimer Forsthaus schließlich im Jahr 1912 komplett restauriert. Heute wird das alte Forsthaus als privates Wohngebäude benutzt.
Das alte Gimbsheimer Forsthaus ist dabei seit seiner Errichtung als Fachwerkhaus im Stil des Barock gestaltet. Weiter verraten zwei zusammengerückte Fensterpaare und ein einzelnes Fenster die Aufteilung im Gebäudeinneren von Stuben und Kammern. Weiter besitzt das Haus ein Krüppelwalmdach und eine historische Toranlage aus dem 18. Jahrhundert.

## Lage
Das alte Gimbsheimer Forsthaus mit der heutigen Adresse Rathausstraße Nr. 17 befindet sich im Südwesten der rheinhessischen Ortsgemeinde. Weiter befindet sich das Anwesen an der Rathausstraße, einer der Hauptstraßen Gimbsheims, die an dieser Stelle auch einen Teil der Kreisstraße 48 bildet. Des Weiteren ist das alte Gimbsheimer Forsthaus etwa 200 Meter Luftlinie südwestlich von der katholischen Kirche der Ortsgemeinde und etwa 500 Meter Luftlinie westlich von der evangelischen Kirche Gimbsheims entfernt.